# 布萊爾斯敦 (愛荷華州)
布萊爾斯敦（英語：Blairstown）是一個位於美國愛荷華州本頓縣的城市。

## 地理
布萊爾斯敦的座標為41°54′25″N 92°05′00″W / 41.90694°N 92.08333°W，而該地的平均海拔高度為256米（即8402英尺）。

## 人口
根據2010年美國人口普查的數據，布萊爾斯敦的面積為1.35平方千米，均為陸地。當地共有人口692人，而人口密度為每平方千米512人。